# Nic White

a Compétitions nationales et continentales officielles uniquement.

b Matchs officiels uniquement.
Dernière mise à jour le 17 août 2025.
Nic White (Nicolas White), né le 13 juin 1990 à Scone (Australie), est un joueur international australien de rugby à XV jouant au poste de demi de mêlée. 

## Biographie

### En club
Il joue, en 2014-2015, pour l'équipe des NSW Country Eagles dans le championnat national (le National Rugby Championship) et il joue également pour la franchise des Brumbies en Super Rugby.
En janvier 2015, la presse annonce le recrutement officiel de Nic White par le Montpellier Hérault rugby pour la saison 2015-2016.
En 2017, il quitte le MHR et est recruté par les Exeter Chiefs.

### En sélection
Nic White honora sa première cap le 17 août 2013 lors d'un match face à la Nouvelle-Zélande comptant pour le Rugby Championship 2013.  Il participe successivement à l'édition 2014 puis celle de 2015.  
Quatre ans plus tard, alors qu'il ne jouait plus avec les Wallabies, il est sélectionné par Michael Cheika pour participer au Rugby Championship 2019. Le 23 août 2019, il est annoncé au sein du groupe australien de 31 joueurs sélectionnés pour disputer la Coupe du monde 2019 au Japon. White dispute l'intégralité des matchs durant le tournoi en inscrivant notamment un essai face à la Géorgie lors de la dernière journée des phases de poules. Les australiens s'inclineront en quarts-de-finale face à l'Angleterre. (Défaite 40-16).    
Après le licenciement de Cheika, il est appelé pour disputer The Rugby Championship 2020 sous les ordres de Dave Rennie.  Ce dernier le convoquera régulièrement notamment pour les éditions de 2021 et 2022.  
En juin 2023, il est sélectionné par Eddie Jones pour participer au Rugby Championship 2023. Le 10 août 2023, il est annoncé au sein du groupe australien de 33 joueurs sélectionnés pour disputer la Coupe du monde 2023 en France.
Il est convoqué par le nouveau sélectionneur Joe Schmidt pour participer au Rugby Championship 2024. 
Fin juillet 2025, il annonce mettre un terme à sa carrière à l'issue de la tournée des Lions britanniques.  Toutefois, le mois suivant, il se ravise et sort de sa retraite internationale pour disputer le Rugby Championship 2025. Titulaire pour la première journée face à l'Afrique du Sud au côté de James O'Connor, les Wallabies s'imposèrent face aux Springboks à Johannesbourg sur le score de 22-38. Soit 62 ans après la dernière victoire australienne à l'Ellis Park.   

## Palmarès
- Montpellier HR
  - Vainqueur du Challenge européen en 2016

- Exeter Chiefs
  - Finaliste du Championnat d'Angleterre en 2018 et 2019

## Statistiques
Au 17 août 2025, Nic White compte 73 sélections avec les Wallabies, depuis le 17 août 2013 à Sydney face à la Nouvelle-Zélande. Il inscrit quarante-six points, six essais, quatre pénalités et deux transformations.
Parmi ces sélections, il compte 37 sélections en Rugby Championship. 